# Atlasovita
L'atlasovita és un mineral de la classe dels sulfats. Rep el seu nom de Vladimir Vasil'evich Atlasov (1661/1664–1711), el primer rus a explorar la península de Kamtxatka.

## Característiques
L'atlasovita és un sulfat de fórmula química K(BiO)Cu₆Fe3+(SO₄)₅O₃Cl. Cristal·litza en el sistema tetragonal, formant cristalls tabulars de vuit costats. Forma una sèrie de solució sòlida amb la nabokoïta. La seva duresa a l'escala de Mohs oscil·la entre 2 i 2,5.
Segons la classificació de Nickel-Strunz, l'atlasovita pertany a «07.BC: Sulfats (selenats, etc.) amb anions addicionals, sense H₂O, amb cations de mida mitjana i gran» juntament amb els següents minerals: d'ansita, alunita, ammonioalunita, ammoniojarosita, argentojarosita, beaverita-(Cu), dorallcharita, huangita, hidroniojarosita, jarosita, natroalunita-2c, natroalunita, natrojarosita, osarizawaïta, plumbojarosita, schlossmacherita, walthierita, beaverita-(Zn), ye'elimita, nabokoita, clorothionita, euclorina, fedotovita, kamchatkita, piypita, klyuchevskita, alumoklyuchevskita, caledonita, wherryita, mammothita, linarita, schmiederita, munakataita, chenita, krivovichevita i anhidrocaïnita.

## Formació i jaciments
L'atlasovita es forma com a sublimat volcànic. Només se n'ha trobat al volcà Tolbàtxik, a Kamtxatka (Rússia), un indret on s'han descobert gairebé una setantena d'espècies noves.